# Служба охраны государственной границы Литвы
Служба охраны государственной границы или VSAT (лит. Valstybės sienos apsaugos tarnyba) — учреждение пограничного контроля и береговой охраны при Министерстве внутренних дел, которому поручено контролировать и поддерживать безопасность литовских границ на суше, в Балтийском море и Куршском заливе.
СОГГ (лит. — VSAT) является участником агентства Frontex и отвечает за безопасность ~1 070 километров внешней границы Европейского Союза с Калининградской областью (Россия) и Белоруссией.

## История

### 1920—1940
После провозглашения независимости 16 февраля 1918 года Литва должна была обеспечить охрану своей границы. Эту задачу было трудно выполнить, из-за частых изменений границы (Литва захватила Клайпедский край в 1923 году и находилась в постоянном споре с Польшей из-за Вильнюсского края). Стабильных органов охраны не было, посему в разные временные периоды задачу охраны границы брали на себя, таможня и патрульная охрана, милиция и армия.

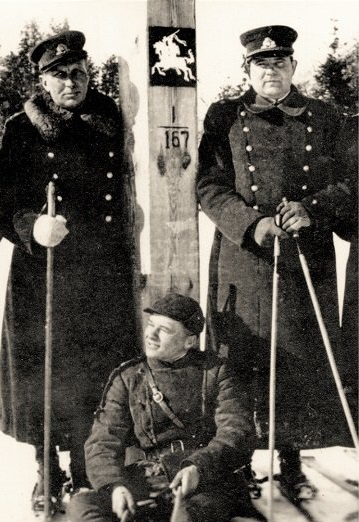
Литовские пограничники в Вильнюсском крае 1939-1940 года.

Формирование первого стабильного органа охраны границы — пограничного полка было начато 1 февраля 1920 года. 26 января 1922 года министр обороны Литвы Йонас Шимкус издал приказ о провозглашении 29 июня Днём пограничного полка. Пограничный полк охранял границу до 18 июня 1923 года когда в Клайпедском крае была сформирована Государственная пограничная полиция. Немного позже пограничные полки, под подчинением Министерства охраны края были расформированы, а пограничная полиция МВД полностью переняла на себя охрану государственной границы 1 января 1924 года.
До 1940 года количество литовских пограничников было невелико:
- 1.656 полицейских в 1931 году и 1.934 полицейских в 1933 году.

Государственная пограничная полиция выполняла свои задачи де-факто до июня 1940 года, когда произошёл ввод советских войск и приход коммунистов к власти в Литве. После окончательной оккупации и вхождения Литвы в состав СССР, большинство пограничников подверглись политическим преследованиям, пограничная полиция была де-юре расформирована, а Красная Армия взяла под контроль литовскую границу с нацистской Германией.

### 1990—1991
После восстановления независимости 11 марта 1990 года Литва должна была обеспечить защиту и неприкосновенность своих границ. Постановлением от 3 апреля 1990 года Верховный Совет (парламент Литвы на тот момент) поручил Совету министров создать департамент охраны края, тем самым инициировав формирование новой государственной пограничной службы. 10 сентября 1990 года правительство приняло постановление о создании в департаменте охраны края — служб, которые должны были обеспечивать экономическую защиту литовских границ. 10 октября 1990 года правительство приняло постановление о создании 61 пограничного поста. Эти посты должны были начать работу к 19 ноября, но из-за нехватки ресурсов и персонала не все из них работали должным образом.
Советские силы безопасности, в основном ОМОН, проводили кампанию против невооруженных литовских пограничников: помещения пограничников были сожжены и разрушены, машины угнаны и взорваны, а сами пограничники подверглись избиениям и преследованиям.
19 мая 1991 года Гинтарас Жагунис, офицер пограничного перехода Кракунай на границе Литвы и Белоруссии, был застрелен при исполнении служебных обязанностей.
31 июля 1991 семь литовских офицеров были убиты на пограничном пункте Мядининкай. Единственный выживший, Томас Шернас, стал инвалидом. Атаки на литовские пограничные посты продолжались до попытки августовского путча в Москве 23 августа 1991 года

### С 1992 года
Министерство охраны края издало приказ, согласно которому Пограничная служба была переименована в Государственную пограничную службу с 6 августа 1992 года.
К моменту когда 31 августа 1993 года последний советский солдат покинул Литву, Государственная пограничная служба уже была хорошо организована. 18 июля 1994 года правительство приняло постановление, согласно которому Государственная пограничная служба Министерства охраны края была переформирована в Департамент пограничной полиции МВД Литвы.
Как и в межвоенный период, охрана литовских границ стала обязанностью пограничной полиции.
После восстановления системы охраны границы необходимо было определить правовой статус государственной границы и провести демаркацию самой границы. Договор о восстановлении государственной границы между Литвой и Латвией был подписан 29 июня 1993 года. Для заключения и подписания договора о государственной границе с Белоруссией 6 февраля 1995 года потребовались значительные дипломатические усилия. Аналогичный договор был подписан с Польшей в том же году. Договор о делимитации государственной границы между Литвой и Российской Федерацией был подписан на саммите в Москве 24 октября 1997 года.
Пограничная полиция была реорганизована в 1997, 2000 годах и подверглась окончательным изменениям 22 февраля 2001 г., когда правительство решило реорганизовать Департамент пограничной полиции в Службу охраны государственной границы при Министерстве внутренних дел. При подготовке к реорганизации было принято большое количество нормативных правовых актов, регулирующих деятельность VSAT. Из них наиболее заметными являются Закон о Службе охраны госграницы и Закон о Государственной границе и ее защите.
До реорганизации статус Департамента пограничной полиции и службы регулировался законами о полиции, Законом о государственной службе и другими законами, а также Положением о службе в системе внутренних дел. Эти правовые акты больше касались общей деятельности полиции. После завершения реорганизации VSAT приступила к выполнению своих функций по охране границы с 1 мая 2001 года.

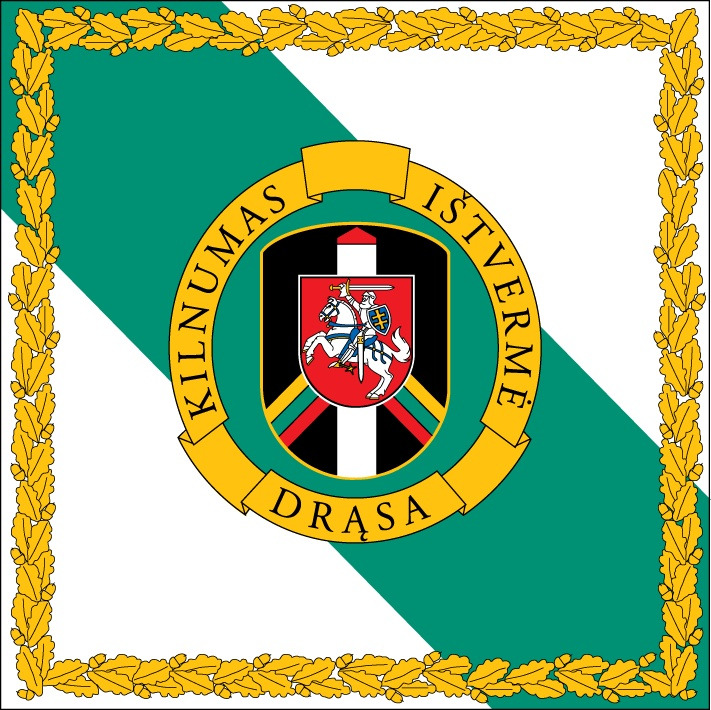
Боевое знамя службы.

### Миграционный кризис на границе Белоруссии и Евросоюза в 2021 году

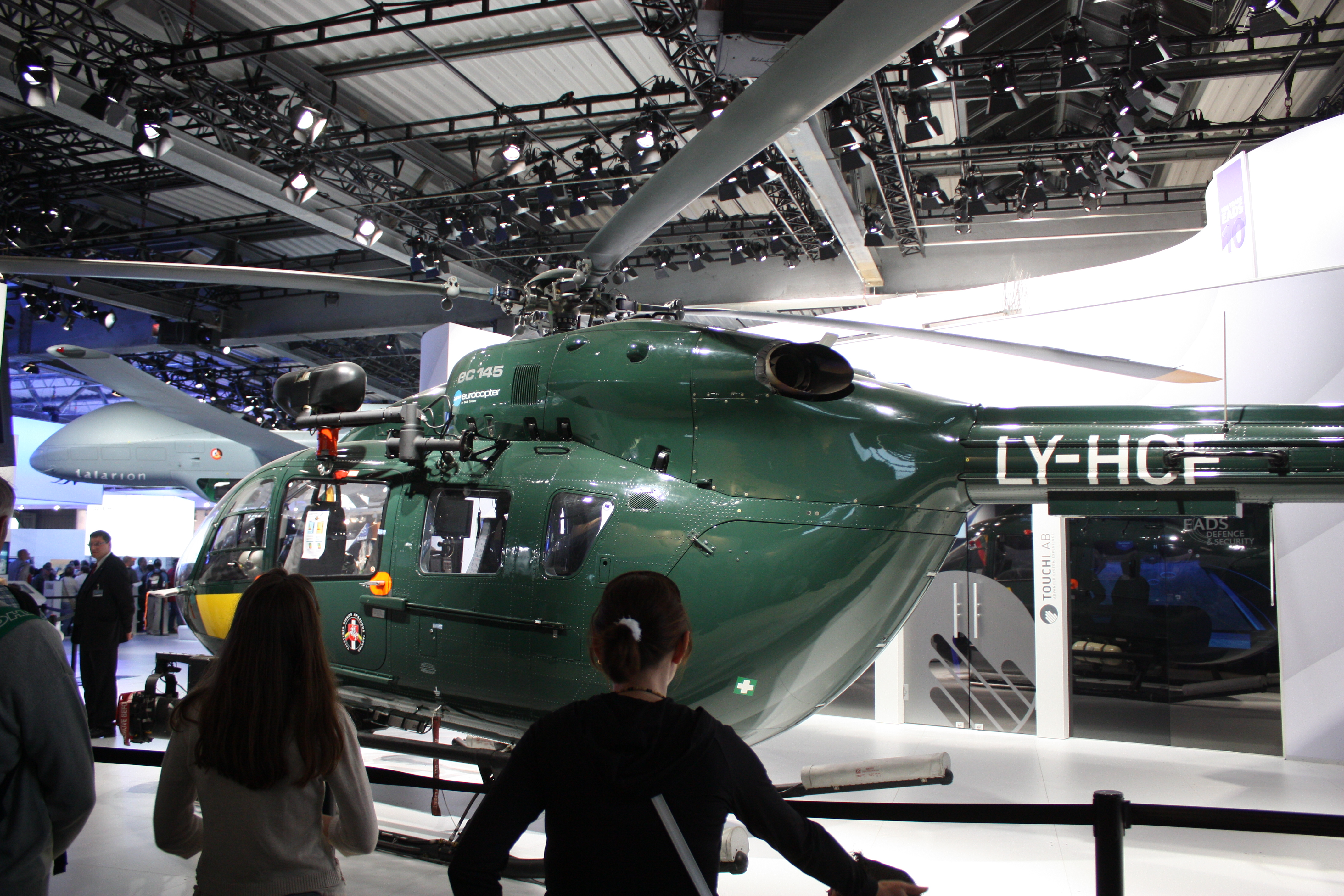
Вертолёт Еврокоптер ЕС 145 службы на выставке в Берлинском Авиасалоне в 2010 году.

Весной 2021 года, на фоне ухудшения отношений с Белоруссией (санкций и т. п.), Ведомство заявило о растущем потоке нелегальных мигрантов, проникающих в страну через белорусско-литовскую границу.
По данным VSAT число задержанных нелегальных мигрантов с января по июль 2021 года превысило отметку в 1,5 тысячи; чуть позже была названа цифра в 2,2 тысяч нелегальных мигрантов (для сравнения, в 2020 году в страну сумели просочиться лишь 74 иностранца, в 2019 году — 36). В связи с нарастающим миграционным кризисом литовские власти объявили чрезвычайную ситуацию государственного уровня.
Новые осложнения произошли после того, как в конце июня Белоруссия заморозила соглашение с ЕС о реадмиссии нелегальных мигрантов. Вскоре ежедневно по нескольку десятков человек незаконно начали переходить литовскую границу. В июле президент Литвы Гитанас Науседа подписал проект с поправками в законодательстве, ограничивающий в правах нелегальных мигрантов. Так, изменения предусматривают запрет беженцам покидать лагеря размещения, а также позволяют полиции арестовывать нелегалов на срок до 6 месяцев. В свою очередь, данное решение вызвало споры в политической сфере и обществе Литвы. Ряд членов сейма высказались против данных поправок. Парламентарии посчитали, что они нарушают не только права человека, но и некоторые принципы Конституции страны.
В начале июля 2021 года власти Литвы объявили экстремальную ситуацию государственного уровня, режим чрезвычайной ситуации объявлен до 10 ноября.
Одновременно вооружённые силы Литвы начали установку спиральных заграждений из колючей проволоки; на 27 июля протяжённость заграждения составила пять километров, ожидалась закупка ещё 20 км проволоки. Однако подобные мероприятия практически не повлияли на поток мигрантов. К этому моменту в Литву незаконно перебрались 2730 человек. На 28 июля число нелегалов составило 2839, большинство из них — граждане Ирака.
В ночь на 3 августа добровольцы KASP и офицеры VSAT, исполняя поручение министра внутренних дел Агне Билотайте, начали массово возвращать беженцев на белорусскую территорию и за ночь пограничники развернули несколько групп нелегалов. Она также разрешила офицерам пограничной службы применять силу в отношении нелегальных мигрантов. Билотайте уточнила, что введение новых полномочий поможет пограничникам эффективнее предотвращать нарушения со стороны беженцев, в том числе пересечение границ вне специальных пунктов и пограничного контроля. Подобная инициатива дала положительный результат: за сутки в страну проникло лишь 35 человек.
В ночь на 13 августа в Алитусском районе из резервации для мигрантов сбежали 34 человека, граждане Ирака, сделав подкоп под забором. Двое вскоре были задержаны полицией.
17 августа Служба охраны госграницы Литвы опубликовала кадры с вытеснением белорусскими погранвойсками группы беженцев на территорию республики. В связи с произошедшим Вильнюс направил Минску ноту протеста.

## Задачи и функции
Важнейшими задачами VSAT являются:
- Обеспечение неприкосновенности государственной границы и реализации политики охраны государственной границы;
- Обеспечение выполнения международных договоров, законов и других правовых актов Литовской Республики по вопросам правового режима государственной границы в соответствии со своей компетенцией;
- Обеспечение в пределах своей компетенции предупреждения, выявления и расследования уголовных и иных правонарушений, защита прав и свобод человека, общественного порядка и общественной безопасности.

При выполнении возложенных на нее задач VSAT выполняет следующие функции:
- Охраняет государственную границу на суше, на море, в Куршском заливе и во внутренних водах границы;
- Осуществляет контроль лиц и транспортных средств, пересекающих государственную границу;
- Обеспечивает правовой режим границы и, в соответствии со своей компетенцией, режим пунктов пограничного контроля;
- Участвует в осуществлении государственного контроля за миграционными процессами;
- В установленном законами и иными правовыми актами порядке выдаёт иностранцам визы или иные разрешения на пересечение государственной границы, разрешения на въезд и пребывание в охранной зоне государственной границы, разрешение на занятие коммерческой, хозяйственной или иной деятельностью;
- Участвует в обеспечении общественного порядка и выполняет другие правоохранительные функции, установленные законом на рубеже границы;
- Применяет меры административной ответственности к лицам за нарушение правил действия приграничного правового режима или пунктов пограничного контроля в порядке, установленном законом;
- Обеспечивает режим охраны окружающей среды на объектах охраны государственной границы, участвует в поисково-спасательных работах на море, в Куршском заливе и внутренних водах;
- В установленном законом порядке принимает заявления иностранцев о предоставлении статуса беженца, опрашивает их, собирает личные данные о них и сопровождающих их членах семьи, определяет маршрут прибытия, разъясняет причины подачи заявления, обеспечивает охрану и содержание мигрантов нелегально перешедших государственную границу в Центре регистрации иностранцев на основании соответствующего решения компетентных органов;
- Выполняет международные договоры Литовской Республики в соответствии со своей компетенцией;
- В составе Войска Литовского защищает государство во время войны.

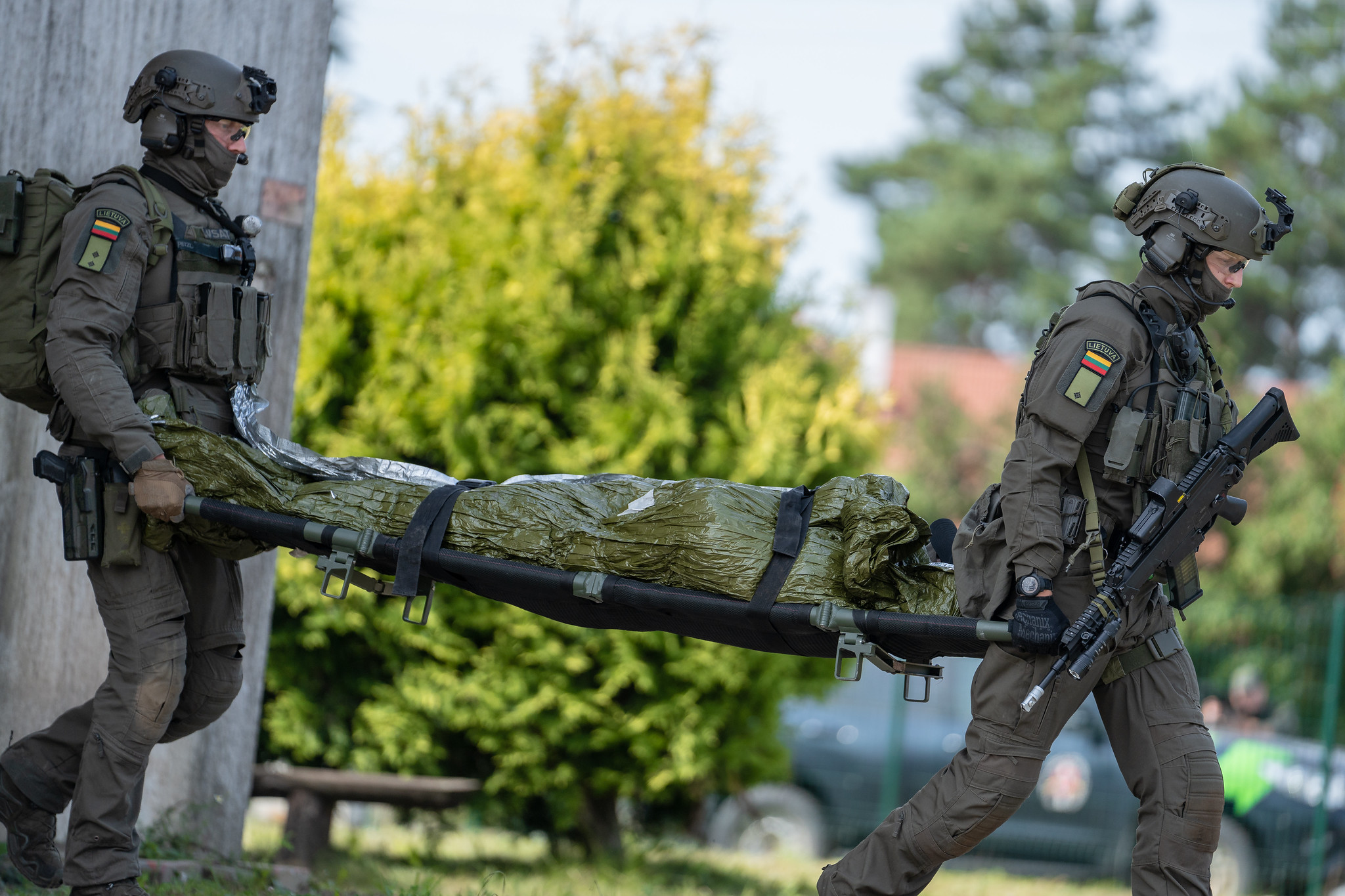
Операторы SPS проводят медицинскую эвакуацию в ходе учений "Прикрытие 2023"

## Структура

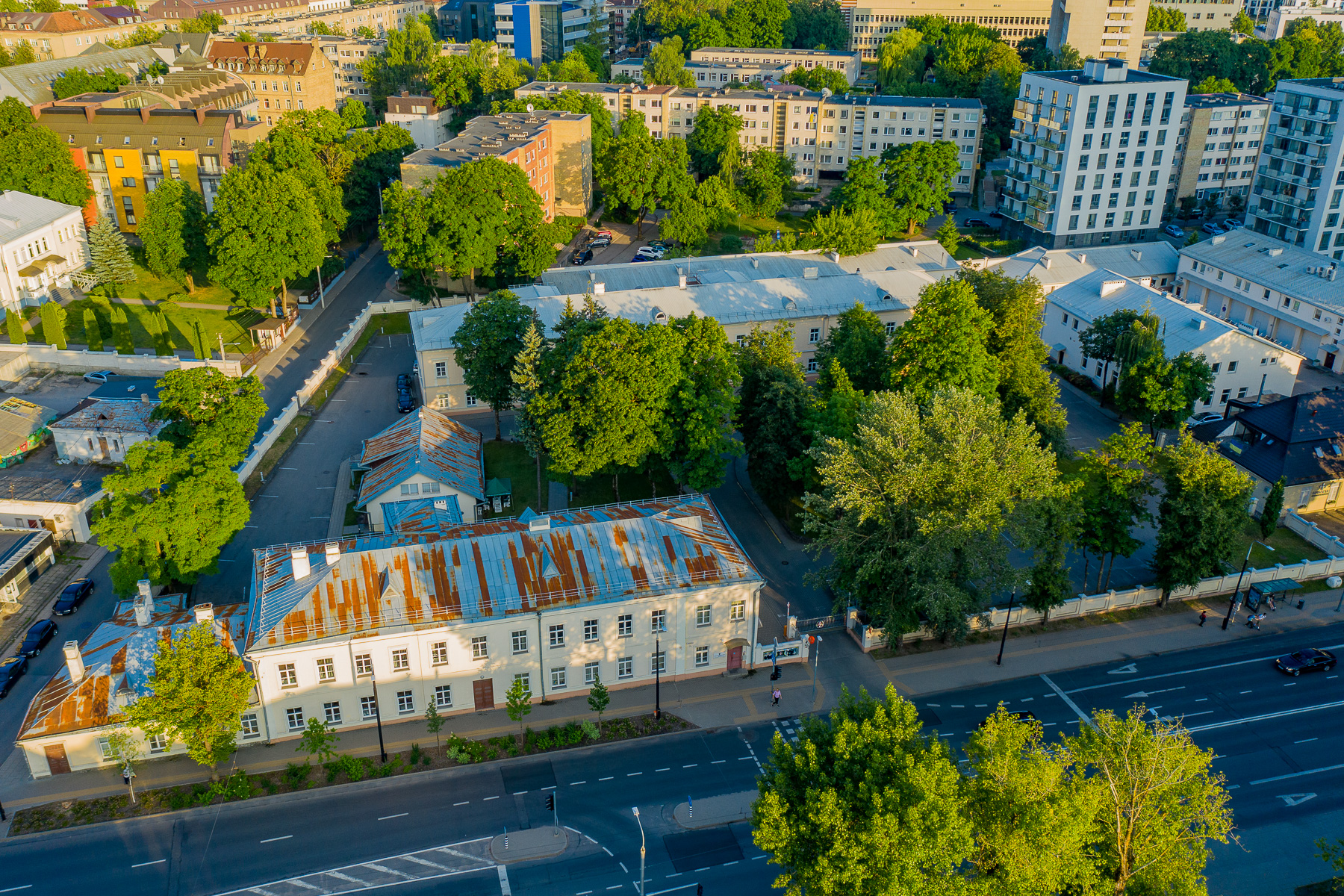
Штаб-квартира (2023)

Основные административно-территориальные единицы называются отрядами и по численности являются аналогичными погранотрядам на постсоветском пространстве, также присутствуют прочие независимые подразделения.

### Служба охраны государственной границы

#### Управления
- Управление авиации
- Управление криминальных расследований
- Управление организации пограничного контроля
- Управление расчёта, экономического и стратегического планирования
- Управление иммунитета
- Управление международного сотрудничества
- Управление персонала

- Управление управления имуществом
- Управление управления документами
- Командование специального назначения «Kovas»

#### Отделы

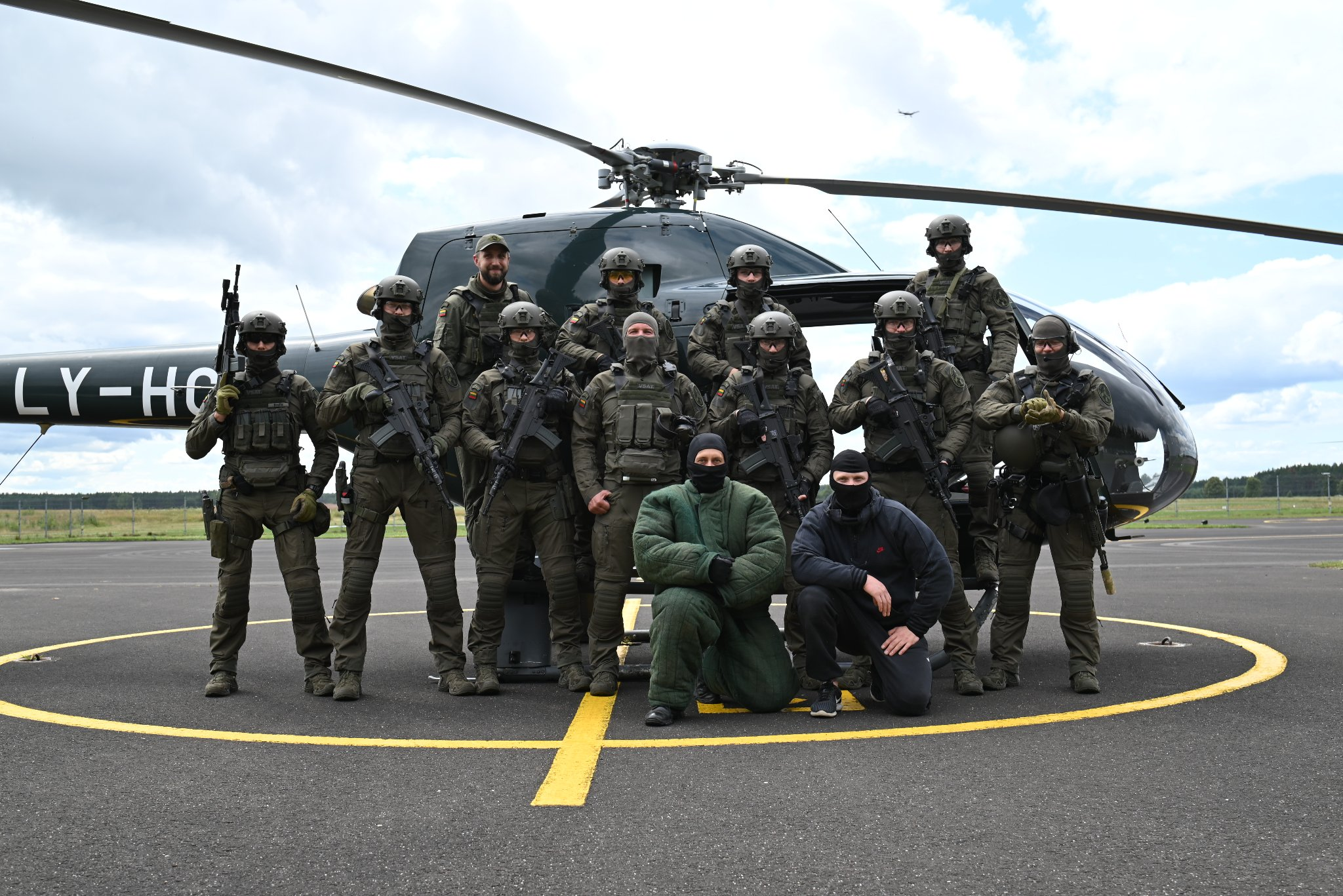
Подразделение отдела специального назначения - "Перкунас"

- Отдел миграцииПодразделение отдела специального назначения - "Перкунас"

- Отдел военного дела
- Отдел коммуникации
- Отдел внутреннего аудита

- Отдел качества деятельности
- Отдел публичных закупок

#### Территориальные части
- Вильнюсский пограничный отряд (лит. Vilniaus pasienio rinktinė)
  - Пушкининкайская пограничная застава
  - Твереченская пограничная застава
  - Адутишская пограничная застава
  - Швянчёнская пограничная застава
  - Павоверёнская пограничная застава
  - Пограничная застава им. Юргиса Кибартаса
  - Кенская пограничная застава
  - Падварёнская пограничная застава
  - Вильнюсская аэропортная застава
- Варенсский пограничный отряд (лит. Varėnos pasienio rinktinė)
  - Пограничная застава им. Гинтараса Жагуниса
  - Трибонская пограничная застава
  - Пурвенская пограничная застава
  - Пограничная застава им. Александраса Бараускаса
  - Кабельская пограничная застава
  - Друскининкайская пограничная застава
  - Капчамесчянская пограничная застава
  - Калварийская пограничная застава
- Пагегяйский пограничный отряд (лит. Pagėgių pasienio rinktinė)
  - Витисчинская пограничная застава
  - Кибартская пограничная застава
  - Науместская пограничная застава
  - Шилагальская пограничная застава
  - Рочишская пограничная застава
  - Виешвильская пограничная застава
  - Бардинская пограничная застава
  - Плашкиская пограничная застава
  - Вилешкийская пограничная застава
  - Шауляйская пограничная застава
- Отряд береговой охраны (лит. Pakrančių apsaugos rinktinė)
  - Портовая пограничная застава
  - Палангская пограничная застава
  - Нерингская пограничная застава

#### Специальные части
- Школа пограничников
- Центр регистрации иностранцев

## Вооружение и техника

### Техника береговой охраны

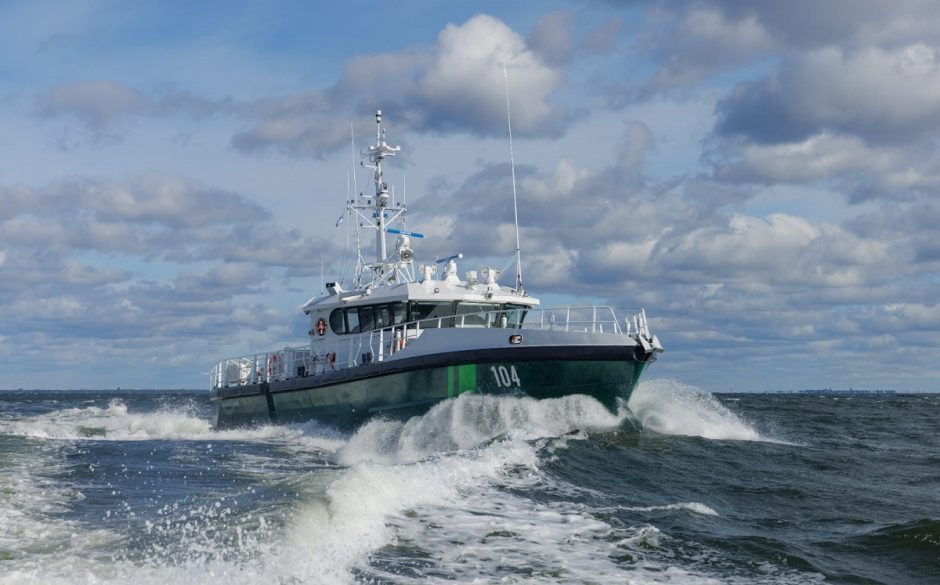
Патрульный катер Gintaras Žagunis

#### Патрульные катера
- 104 «Гинтарас Жагунис» (Gintaras Žagunis)  (Патрульный катер типа «Балтийский патруль 2000»)

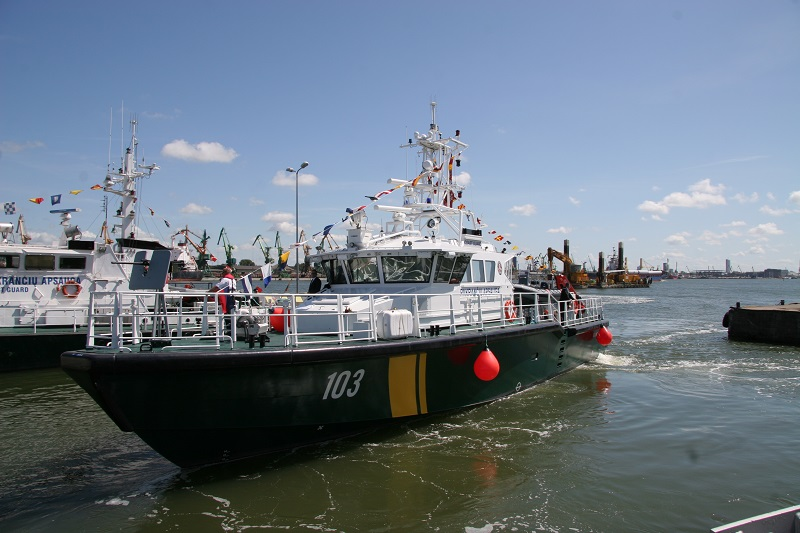
Патрульный катер Aleksandras Barauskas

- Патрульный катер Aleksandras Barauskas 103 «Александрас Бараускас» (Aleksandras Barauskas) (Патрульный катер типа ...)
- 102 «Киху» (Kihu) (Патрульный катер типа «Lokki»)

#### Поисково-спасательные судна[16]
- 042 «Мадлен» (Madeleine)  (Поисково-спасательное судно типа ...)

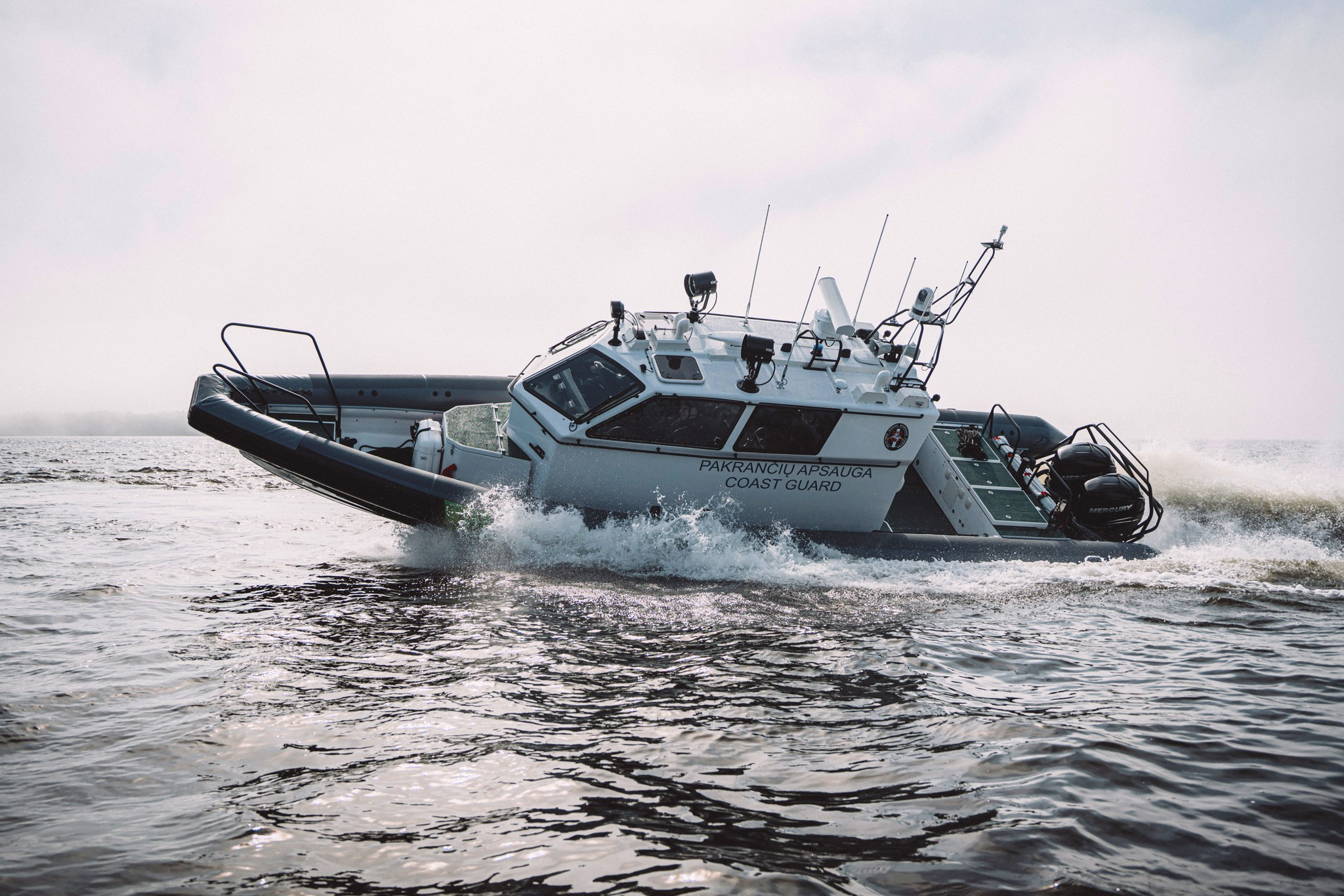
Моторная лодка Boomeranger C-1100

#### Прочее

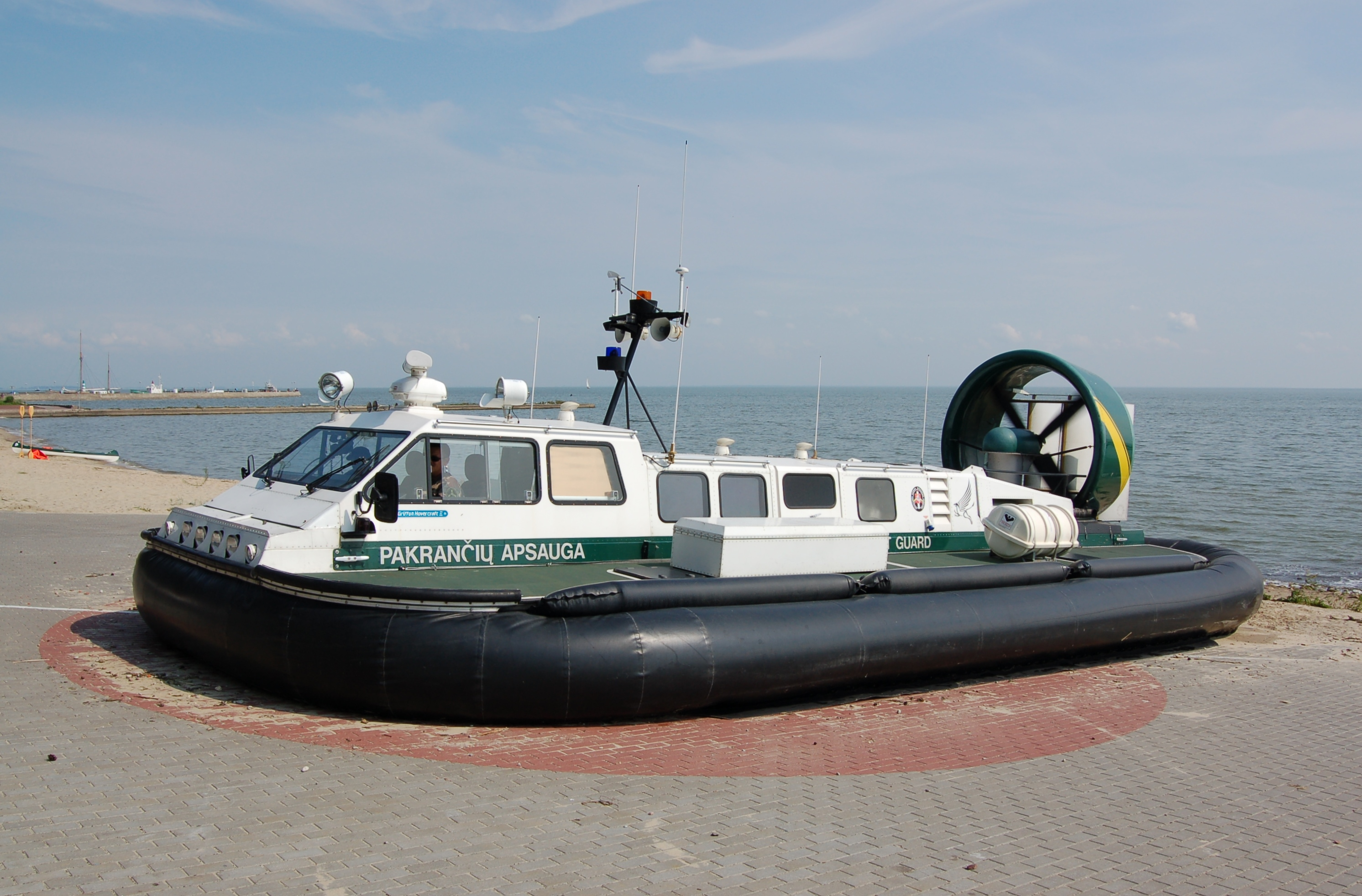
Griffon 2000TD

- Ockelbo B21 CAB, моторная лодка (Количество неизвестно)
- Boomeranger C-1100 °C, моторная лодка (3 единицы)
- Griffon 2000TD, судно на воздушной подушке (2 единицы)

### Авиационная техника

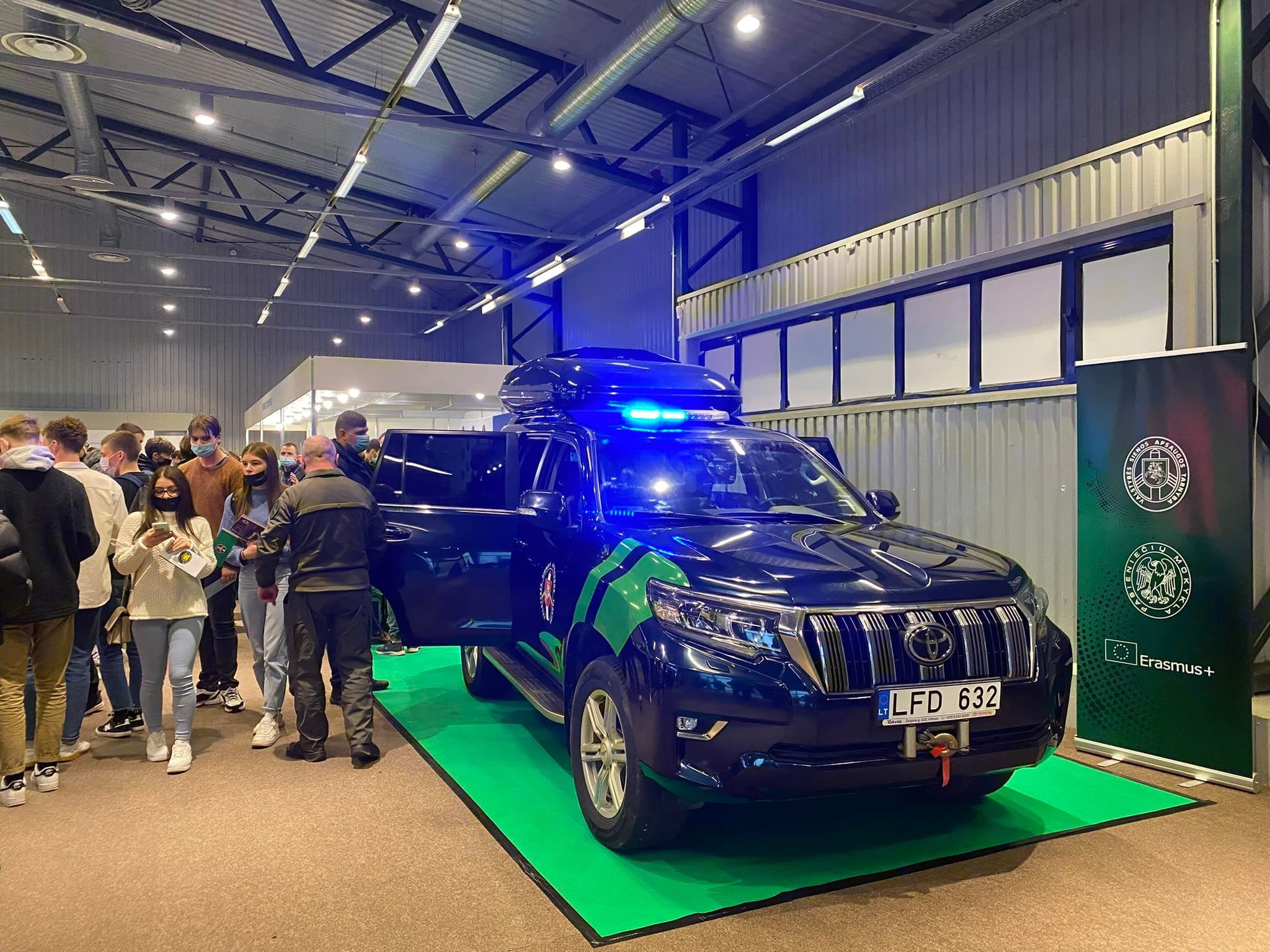
Патрульный внедорожник службы

| Airbus H145M     | Challenger 2 | Европейский союз | многоцелевой вертолёт | +3 | В конце 2023 года подписан договор между МВД Литвы и компанией Airbus Helicopters предполагающий поставку трёх военных многоцелевых H145M для нужд специальных подразделений SPS и ARAS и общих задач охраны границы. |
| Eurocopter EC120 | Challenger 2 | Европейский союз | многоцелевой вертолёт | 2  | |
| Eurocopter EC135 | Challenger 2 | Европейский союз | многоцелевой вертолёт | 2  | |
| Eurocopter EC145 | Challenger 2 | Европейский союз | многоцелевой вертолёт | 1  | |

### Автомобильная техника
- Toyota Land Cruiser, основной патрульный автомобиль[18]

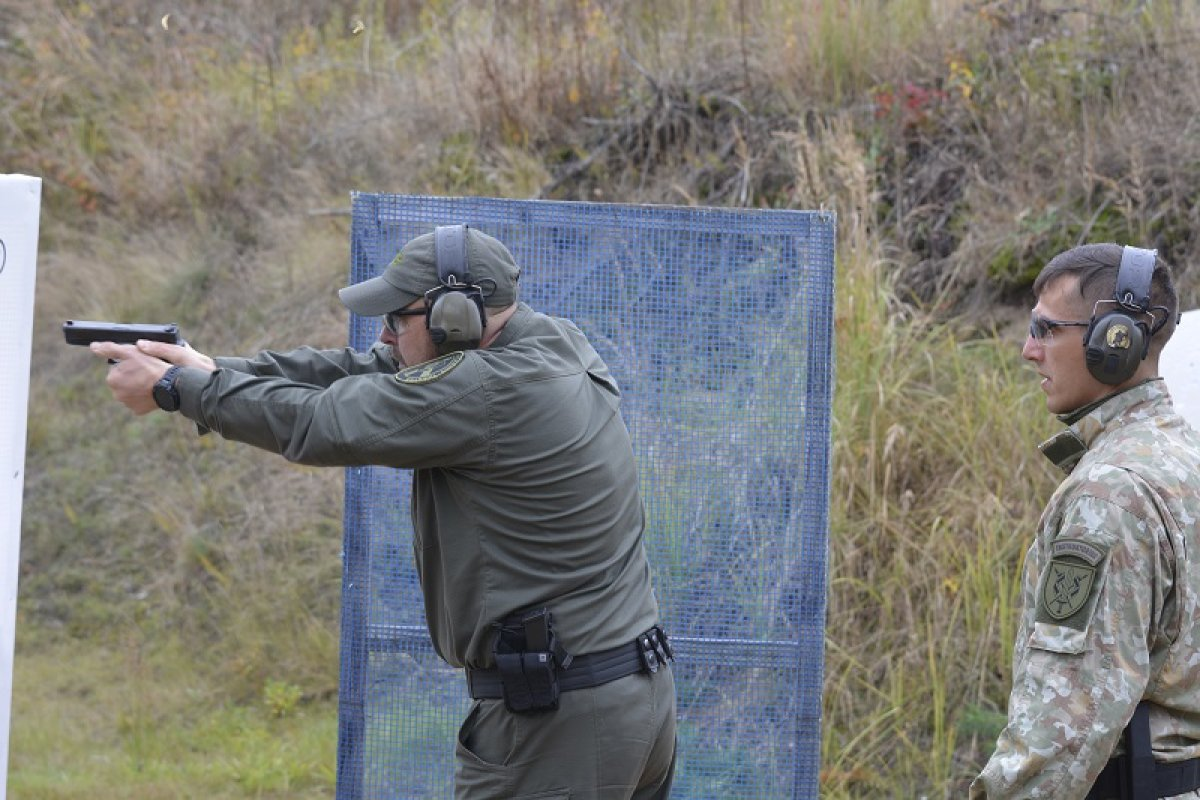
Литовский пограничник вооружённый пистолетом Глок

- Škoda Octavia Scout[19]
- Renault Trafic[20]
- Volkswagen Crafter
- Mercedes Benz GD

### Стрелковое вооружение

#### Пулемёты
- Browning M2[21], 12,7 мм крупнокалиберный станковый пулемёт
- FN Minimi Mk3[22], 7,62 мм

#### Автоматические винтовки
- Heckler & Koch G36KA4M1, 5,56 мм автоматическая винтовка

#### Снайперские винтовки
- Heckler & Koch PSG-1, 7,62 мм самозарядная снайперская винтовка

#### Пистолеты-пулемёты
- Heckler & Koch MP5, 9 мм пистолет-пулемёт

#### Дробовики
- Benelli M4, 12 калибр, самозарядное магазинное ружьё
- Remington 870, 12 калибр, помповое ружьё

#### Пистолеты
- «Глок», семейство пистолетов, различные модели.

## Звания и знаки различия
| Офицеры внутренней службы                 | Офицеры внутренней службы | Офицеры внутренней службы | Офицеры внутренней службы                   | Офицеры внутренней службы | Офицеры внутренней службы | Офицеры внутренней службы                | Офицеры внутренней службы | Офицеры внутренней службы                     | Офицеры внутренней службы  |
|                                           | Офицеры главного звена    | Офицеры главного звена    | Офицеры главного звена                      | Офицеры главного звена    | Офицеры среднего звена    | Офицеры среднего звена                   | Офицеры среднего звена    | Офицеры первого звена                         | Офицеры первого звена      |
| ----------------------------------------- | ------------------------- | ------------------------- | ------------------------------------------- | ------------------------- | ------------------------- | ---------------------------------------- | ------------------------- | --------------------------------------------- | -------------------------- |
| Погоны к повседневной форме одежды        |                           |                           |                                             |                           |                           |                                          |                           |                                               |                            |
| Звание                                    | Генерал Generolas         | Полковник Pulkininkas     | Полковник-лейтенант Pulkininkas leitenantas | Майор Majoras             | Капитан Kapitonas         | Старший-лейтенант Vyresnysis leitenantas | Лейтенант Leitenantas     | Старший унтер-офицер Vyresnysis puskarininkis | Унтер-офицер Puskarininkis |
| Соответствующее звание в Войске Литовском | Бригадный генерал         | Полковник                 | Полковник-лейтенант                         | Майор                     | Капитан                   | Старший лейтенант                        | Лейтенант                 | Штаб-сержант                                  | Старший сержант            |
| Код НАТО                                  |                           |                           |                                             |                           |                           |                                          |                           |                                               |                            |